# Fase de la matèria

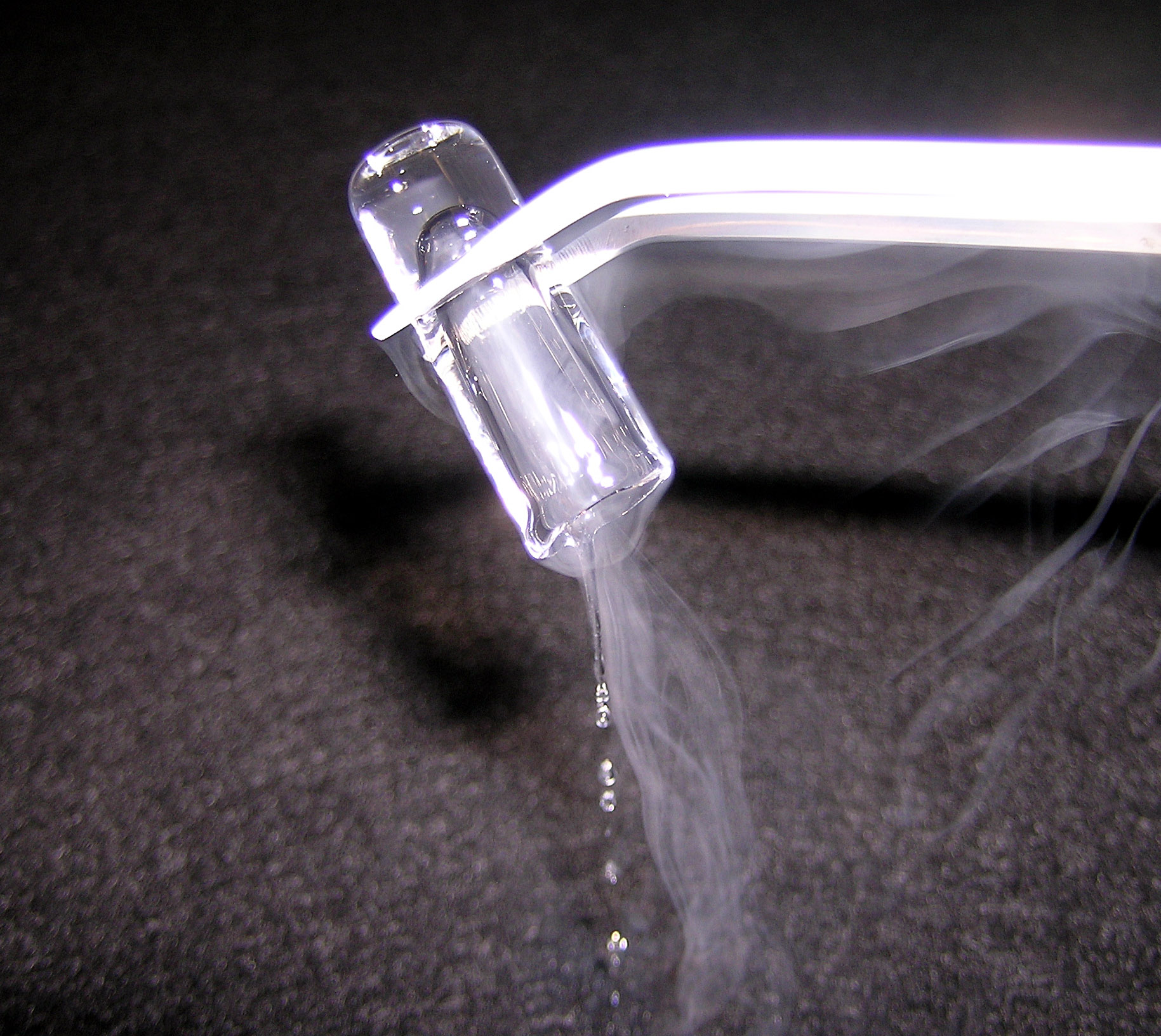
Un petit tros de gel d'argó desfent-se ràpidament mostra simultàniament la transició de sòlid a líquid i de líquid a gas.

En ciència física, una fase és una regió de l'espai amb uns límits precisos (un sistema termodinàmic) en què totes les propietats físiques i la composició química del material són essencialment uniformes i constants. Alguns exemples de propietats físiques són la densitat, l'índex de refracció o la composició química. Una descripció senzilla és que una fase és una regió d'un material que és químicament uniforme, físicament diferent i (sovint) mecànicament separable. Per exemple, en un sistema compost de gel i aigua dins d'una gerra de vidre, els glaçons de gel són una fase, l'aigua n'és una altra, i l'aire humit per sobre l'aigua n'és una tercera. El vidre de la gerra seria una altra fase diferent
De vegades el terme fase es fa servir com a sinònim d'estat de la matèria, i d'altres vegades per referir-se a una sèrie d'estats d'equilibri demarcats en termes de variables d'estat com ara la pressió i la temperatura per un límit de fase en un diagrama de fases. Com que els límits de fase estan relacionats amb els canvis en l'organització de la matèria, com ara un canvi de líquid a sòlid o un canvi més subtil com seria el pas d'una estructura cristal·lina vers una altra, aquest últim ús és similar a l'ús de "fase" com a sinònim d'estat de la matèria. Tanmateix, els usos com a estat de la matèria o diagrama de fases no es corresponen a la definició formal mencionada més amunt i en part cal determinar el significat específic a partir del context en què es fa servir el terme.

## Definició
Encara que els estats de la matèria són conceptualment simples, són difícils de definir amb precisió. Es pot definir fase d'un sistema com la regió de l'espai paramètric de les variables termodinàmiques del sistema en el qual l'energia lliure és una funció analítica. De manera equivalent, dos estats d'un sistema seran en la mateixa fase si es poden transformar l'un en l'altre amb simples variacions de les propietats termodinàmiques.
Totes les propietats termodinàmiques d'un sistema (entropia, capacitat calorífica, magnetització, compressibilitat, etc.) poden ser expressades en termes d'energia lliure i de les seves derivades. Per exemple, l'entropia és simplement la primera derivada de l'energia lliure respecte de la temperatura. Mentre que l'expressió de l'energia lliure continuï essent analítica, totes les propietats termodinàmiques del sistema romandran analítiques.
Quan un sistema passa d'una fase a una altra, hi ha una estadi intermedi en el que l'expressió de l'energia lliure no és analítica. Aquesta etapa s'anomena transició de fase o canvi d'estat. Exemples simples de transicions de fase són la fusió (transició de sòlid a líquid), l'ebullició (pas de líquid a gas), la condensació (de gas a líquid), etc. Les energies lliures de les diferents fases es descriuen amb funcions diferents, després de la transformació, una o més de les propietats termodinàmiques tindran comportaments molt diferents. La propietat habitualment examinada en aquest context és la capacitat calorífica, durant la transició la capacitat calorífica arriba a assolir valors infinits i, posteriorment, un cop completada la transformació, pren valors diferents dels inicials, exhibint una discontinuïtat a la seva derivada.
Pràcticament tots els estats de la matèria es caracteritzen per una sèrie de propietats importants, per exemple, un líquid en un recipient es concentrarà a la part inferior.

## Tipus de fases

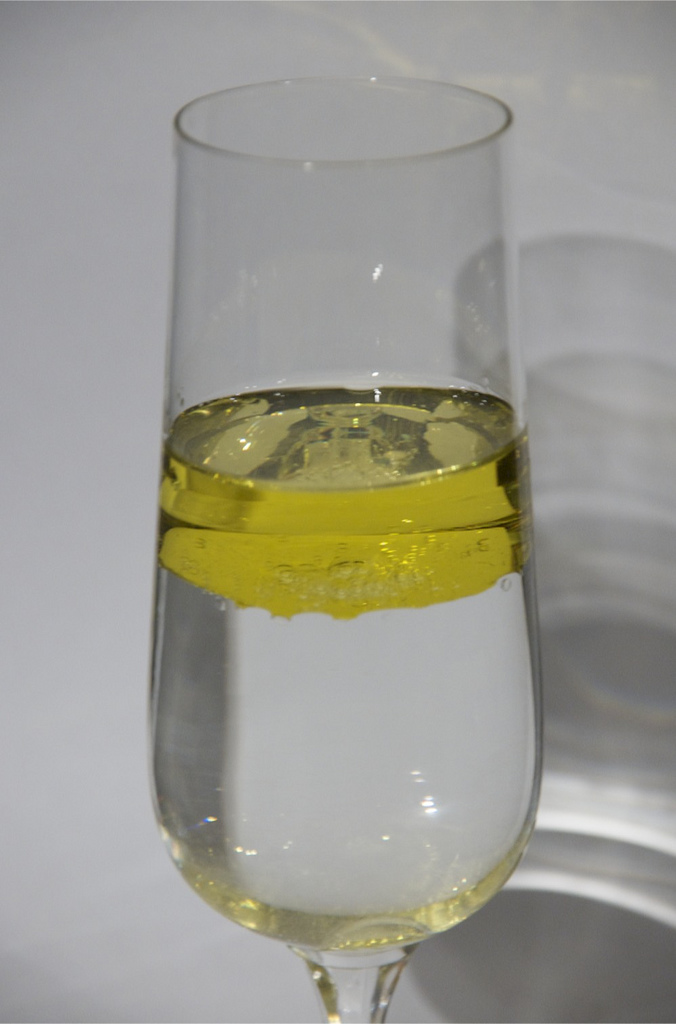
Una mescla d'oli i aigua en estat d'equilibri es compon de dues fases diferenciades.

Les diferents fases poden ser descrites com diferents estats de la matèria com serien l'estat líquid, el sòlid, el gasós, el de plasma o el de condensat de Bose-Einstein. Les fases també poden ser diferenciades en funció de propietats com la solubilitat, en aquest cas podrien diferenciar una fase polar o hidròfila i una altra no polar o hidròfoba. Una barreja d'aigua (un líquid polar) i oli (un líquid no polar) se separaran espontàniament en dos fases, l'aigua és insoluble en l'oli i l'oli presenta la mateixa característica d'insolubilitat respecte a l'aigua. La solubilitat seria l'expressió de la màxima quantitat d'una substància que es pot dissoldre en un solvent abans que el solut deixi de dissoldre's i romangui en una fase separada. Una barreja de líquids pot separar-se en més de dues fases, aquest concepte de separació de fases també pot ser aplicat als sòlids, per exemple, els sòlids poden formar solucions sòlides o cristal·litzar en diferents fases cristal·lines. Els metalls que són solubles entre si poden formar aliatges mentre que això no serà possible si no ho són.
S'ha arribat a observar una barreja de vuit líquids (oli de parafina, silicona líquida, aigua, anilina, perfluoro-dimetilciclohexà, fòsfor blanc mòlt, gal·li mòlt i mercuri) que se separa en un nombre igual de fases a 45 °C. En aquesta barreja tenim, a més de la fase aquosa, solvents orgànics hidròfobs, perfluorocarburs (PFC), silicones, metalls i el fòsfor. No tots els solvents orgànics són completament solubles entre si, per exemple una barreja de toluè i glicol (etan-1,2-diol) es pot separar en dues fases orgàniques. Les emulsions i els col·loides són dos exemples de combinacions de fases no miscibles que no se separen físicament.

## Nombre de fases

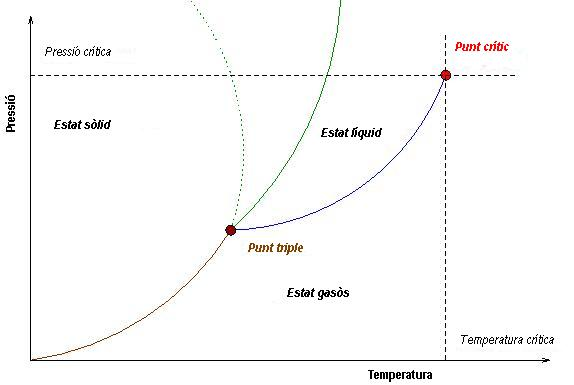
Un diagrama de fases típic per un material amb un únic component, el límit entre l'estat gasós i el líquid va des del punt triple al punt crític. El punt crític en un diagrama d'estats és a l'extrem superior de temperatura del límit líquid-gas. La línia verda puntejada mostra el comportament anòmal de l'aigua.

Per a una composició determinada només són possibles certes fases a una temperatura i pressió donades. El nombre i el tipus de fases que apareixeran és difícil de predir i habitualment es determina experimentalment. El resultat d'aquests experiments s'acostuma a representar en un diagrama de fases.
El diagrama de fases que es mostra a la dreta correspon a un sistema d'un únic component. En un sistema simple com aquest, les fases que seran possible dependran només de la pressió i de la temperatura. Els punts marcats corresponen a la coexistència de dues o més fases en equilibri. A temperatures i pressions més enllà de les marcades només hi haurà una fase en equilibri.
La línia blava del diagrama assenyala el límit entre la fase líquida i la gasosa, i no continua indefinidament sinó que finalitza a un punt anomenat punt crític. A mesura que la temperatura i la pressió s'apropen al punt crític, les propietats del líquid i el gas esdevenen progressivament més similars. Al punt crític, el líquid i el gas esdevenen indiferenciables. Per sobre del punt crític ja no hi ha fases líquida i gasosa separades, només hi ha una fase fluida anomenada fluid supercrític. En el cas de l'aigua el punt crític se situa al voltant de 647 K (374 °C) i 22,064 MPa.
Una característica inusual del diagrama de fases de l'aigua és que la línia de la fase sòlid-líquid té un pendent negatiu (representada per un línia verda puntejada al gràfic). Per a la immensa majoria de les substàncies el pendent és positiu, com mostra la línia verda, però hi ha unes poques com el bismut, l'antimoni, el germani i l'aigua que presenten un estat sòlid menys dens que l'estat líquid. Aquest comportament poc usual de l'aigua està relacionat amb l'estructura cristal·lina del gel poc compacta (formada per molècules d'aigua enllaçades per mitjà d'enllaços d'hidrogen) que fa que la densitat sigui més petita que la de l'aigua líquida. Això fa que un increment de la pressió porti l'aigua a una fase de major densitat que causa la fusió.
Una altra característica interessant però poc usual del diagrama de fases és el punt on es troben la línia de la fase sòlid-líquid i la línia líquid-gas. Aquesta intersecció rep el nom de punt triple, en aquest punt coexisteixen les tres fases.
Experimentalment és relativament senzill de traçar les línies de fase atesa la interdependència de la temperatura i la pressió que es produeix quan es formen diverses fases (regla de les fases de Gibbs). Si considerem un aparell de test que consisteix en un cilindre equipat amb un pistó i posem la quantitat adequada d'aigua i apliquem calor, el sistema pot ser portat a qualsevol punt de la regió gasosa del diagrama de fases. Si abaixem el pistó a poc a poc, el sistema traçarà una corba d'increment de la temperatura i la pressió a la regió gasosa del diagrama. En el punt on el líquid comença a condensar, la direcció de la corba de pressió i temperatura canviarà abruptament per traçar la línia de fase fins que tot l'aigua hagi condensat.

## Fenòmens d'interfase
Entre dues fases en equilibri hi ha una regió prima on les propietats no són les de cap de les fases. Tot i que aquesta regió pot ser extremadament prima, presenta un efectes significatius i fàcilment observables, com per exemple el fet de causar que un líquid presenti una tensió superficial. A les mescles, alguns components poden tenir un moviment preferencial vers la interfase. En termes d'un model que descrigui o expliqui el comportament d'un sistema particular pot ser eficaç tractar la regió d'interfase com una fase separada.

## Fases cristal·lines
Un material compost d'un únic component pot tenir diferents estat sòlids capaços de formar diferents fases, cadascuna corresponent a una única estructura cristal·lina. Aquests canvis en l'estructura cristal·lina de la mateixa substància s'anomena polimorfisme i es defineix com la capacitat d'un sòlid d'existir en més d'una forma cristal·lina. L'aigua en seria un exemple d'aquest tipus de materials. El gel el trobem habitualment en forma de cristalls hexagonals (és que habitualment es denomina "gel 1 h" o "gel Ih"), però també el podem trobar en forma de cristalls cúbics (gel lc), romboèdrics (gel II), i en moltes altres formes.
En el cas dels elements químics purs aquesta característica rep la denominació d'al·lotropia, per exemple, el diamant, el grafit i el ful·lerè són tres al·lòtrops del carboni. El grafit està compost de capes d'àtoms de carboni organitzats en estructures hexagonals, on cada àtom de carboni està fortament enllaçat a tres àtoms veïns en la mateixa capa i dèbilment enllaçat als àtoms de les capes adjacents. En el cas del diamant, cada àtom de carboni està fortament enllaçat a quatre àtoms de carboni veïns en forma d'estructura cristal·lina cúbica. Les diferents estructures cristal·lines del diamant i el grafit són l'única causa de les enormes diferències entre les propietats d'aquests dos materials.
Cada forma polimòrfica d'una substància només és estable dins d'un cert interval de condicions específiques, per exemple, el diamant només és estable a una pressió extremadament alta, mentre que el grafit és la forma estable de carboni a la pressió atmosfèrica. Però tot i que el diamant és inestable a la pressió atmosfèrica i hauria de transformar-se en grafit sabem que els diamants existeixen en aquestes condicions, això es deu al fet que a temperatures normals la velocitat de transformació del diamant en grafit és extremadament baixa. Les fases que poden existir en condicions de no-equilibri, com el diamant, durant llargs períodes, reben el nom de metaestables.

## Canvis de fase
Les transicions de fase es produeixen quan l'energia lliure d'un sistema no és una funció analítica (no és contínua o no és derivable, per exemple) per a alguna de les variables termodinàmiques. Quan una substància sofreix un canvi de fase, canvia d'un estat de la matèria a un altre, acostuma a adquirir o alliberar energia. Per exemple, quan l'aigua s'evapora, l'energia cinètica utilitzada per les molècules en evaporació per fugir de la força atractiva del líquid es reflecteix en un descens de la temperatura. La quantitat d'energia requerida per induir el canvi és superior a la quantitat d'energia necessària per escalfar l'aigua des de la temperatura ambient fins a just per sota de la temperatura d'ebullició, motiu pel qual l'evaporació és útil per refredar coses (vegeu entalpia de vaporització). El procés contrari, la condensació, allibera calor. L'energia calorífica, o entalpia, associada a un canvi de sòlid a líquid és l'entalpia de fusió, mentre que la que està associada a un canvi de sòlid a gas és l'entalpia de sublimació.